# Agalinis schwackeana
Agalinis schwackeana là loài thực vật có hoa thuộc họ Cỏ chổi. Loài này được (Diels) V.C.Souza & Giul. mô tả khoa học đầu tiên năm 2001.